# オープン・チューニング
オープン・チューニング (Open tuning) とは、ギターのチューニング（調律）法の一種である。
通常のギターは、6弦からE-A-D-G-B-Eに調律するが、典型的なオープン・チューニングでは、開放弦の状態で鳴らした時に、GコードやDコードなどの長和音になるように調律する。一般的なオープン・チューニングの他にも、独自に考案した様々なチューニングを操るミュージシャンも多い。
詳しくはギターのチューニングの項を参照のこと。